# Nathaniel Jarvis Wyeth

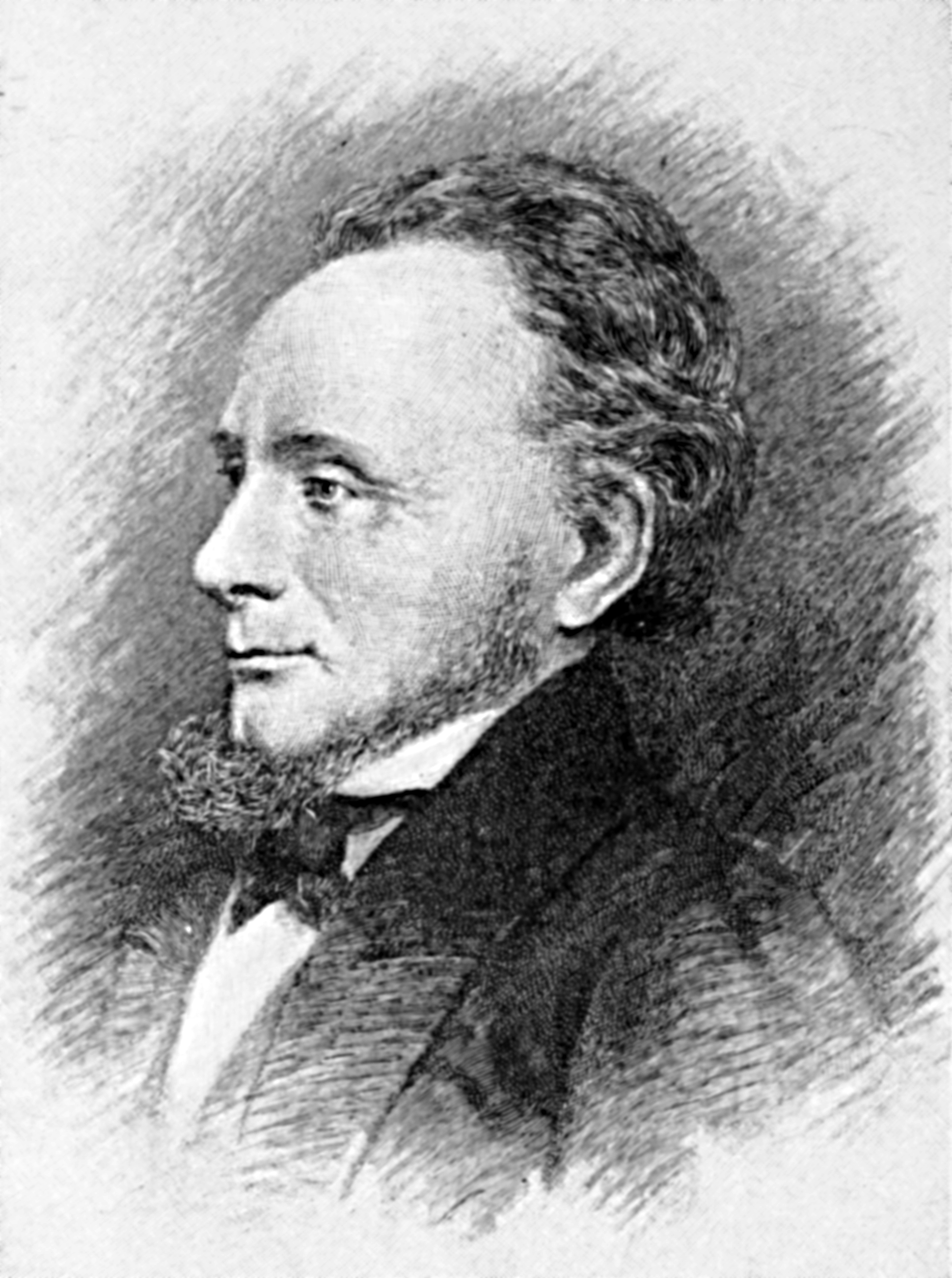
Nathaniel J. Wyeth

Nathaniel Jarvis Wyeth (* 29. Januar 1802 in Cambridge, Massachusetts, USA; † 31. August 1856 ebd.) war ein US-amerikanischer Erfinder und Geschäftsmann in Boston, Massachusetts. Durch seine Erfindungen wurde der Handel mit Natureis revolutioniert. In den 1830er Jahren führte er zwei Expeditionen in den pazifischen Nordwesten und gründete dort zwei Handelsposten.

## Biografie
Wyeth wurde am 29. Januar 1802 in Cambridge, Massachusetts, als Sohn von Jacob und Elizabeth (Jarvis) Wyeth geboren. Am 29. Januar 1824 heiratete er Elizabeth Jarvis Stone.
Er begann seine berufliche Laufbahn in den 1820er Jahren als Vorarbeiter einer Firma, die Wintereis von einem Stausee in Cambridge abbaute und vermarktete, und half so Bostons „Eiskönig“ Frederic Tudor, den Eishandel Neuenglands mit der Karibik, Europa und Indien aufzubauen. Er entwickelte und erfand eine Reihe von Verfahren und Geräten, die das Eisgeschäft revolutionierten, darunter oberirdische Eishäuser mit Doppelwänden zur Isolierung.

### Oregon Country
Als Wyeth auf sein dreißigstes Lebensjahr zuging, überzeugte ihn Hall J. Kelley, dass das Oregon Country hervorragende kommerzielle Aussichten bot. Wyeth glaubte, dass er in der Pelzindustrie Oregons reich werden könnte; zusätzlich plante er Farmen für den Anbau von Pflanzen, insbesondere Tabak, und den Aufbau einer Lachsindustrie, die mit der Kabeljauindustrie in Neuengland konkurrieren könnte. Als sich Kelleys Expeditionspläne zu lange verzögerten, organisierte Wyeth eine eigene Expedition, die am 1. März 1832 mit 20 Mann von Boston aufbrach. Zunächst fuhren sie per Schiff nach Baltimore, wo sich vier weitere Männer anschlossen, dann im Zug nach Frederick (Maryland), von da an zu Fuß nach Brownsville (Pennsylvania) und dann auf Dampfschiffen nach Liberty (Missouri). Am 27. Mai zog die Gruppe, von der einige der Teilnehmer wieder abgesprungen waren, auf dem Oregon Trail in die Prärie. Über Fort Nez Percé erreichten sie am 29. Oktober Fort Vancouver. Hier erreichte sie die Nachricht, dass das Schiff mit den benötigten Gütern, das um Kap Hoorn zur Mündung des Columbia River fahren sollte, gesunken war. Daraufhin verließen die Teilnehmer der Expedition das Projekt.
Nach den Wintermonaten in Fort Vancouver hörte Wyeth von den Rendezvous der Pelzjäger, wo diese ihre Felle gegen Vorräte eintauschten. Wyeth plante, an diesem Geschäftsmodell als Händler mitzuwirken, und kontaktierte die Hudson’s Bay Company. Sein Vorschlag war, mit Vorräten aus Fort Vancouver die US-amerikanischen Händler zu unterbieten und die erworbenen Felle zu einem festen Preis in Fort Vancouver zu verkaufen. Wyeth und seine neu angeworbenen Männer zogen mit der Expedition von Benjamin Bonneville zum Rendezvous von 1833, das in der Nähe des heutigen Daniel (Wyoming) am Horse Creek stattfand, um dort Informationen über die Abläufe und Preise zu gewinnen. Vor seiner Rückkehr verhandelte Wyeth mit Milton Sublette und Thomas Fitzpatrick von der Rocky Mountain Fur Company über die Bereitstellung von Vorräten im kommenden Jahr. Ende September erreichte er Liberty (Missouri) und fuhr dann weiter nach Boston. Obwohl die Expedition kein kommerzieller Erfolg war, brachte er eine Sammlung von Pflanzen mit, die der Botanik bisher unbekannt waren.
1834 organisierte Wyeth eine neue Expedition; er plante die Errichtung von Pelzhandelsposten, einer Lachsfischerei, einer Kolonie und weitere Projekte. Zur Gruppe gehörten zwei bekannte Naturforscher, Professor Thomas Nuttall (1786–1859) von der Harvard University und John Kirk Townsend, sowie der Missionare Jason und Daniel Lee. Wyeths Gruppe reiste mit 13.000 Pfund an Waren zu dem Rendezvous, das am Hams Fork in der Nähe des heutigen Granger (Wyoming) abgehalten wurde, wo er am 19. Juni eintraf. William Sublette war auf die Abmachung zwischen Wyeth und der Rocky Mountain Fur Company aufmerksam geworden und zwang die Firma, den Vertrag zu kündigen, da er mit eigenen Waren zu dem Rendezvous gekommen war. Wyeth zog mit seinen Waren weiter nach Westen und gründete im Juli 1834 Fort Hall im Südosten von Idaho. Als Gegengewicht errichtete die Hudson’s Bay Company Fort Boise. Wyeth folgte dem Columbia River weiter flussabwärts und gründete seine zweite Handelsstation Fort William im heutigen Portland (Oregon).
Trotz einiger Erfolge konnte Wyeth sich nicht gegen die britische Hudson’s Bay Company behaupten. Fort Vancouver blieb der wichtigste Handelsposten am Columbia River, während Fort William ein Schattendasein führte. Fort Hall, obwohl später ein wichtiger Haltepunkt auf dem Oregon Trail, erzielte wegen der Konkurrenz durch Fort Boise nicht viel Gewinn. 1837, nach dem Verkauf von Fort William und Fort Hall an die Hudson’s Bay Company, kehrte Wyeth mit 20.000 Dollar Schulden nach Boston zurück, nachdem er fünf Jahre lang versucht hatte, einen kommerziellen Außenposten im Oregon Country zu errichten.
Die zweite Expedition war jedoch ein wissenschaftlicher Erfolg. Nuttall sammelte und identifizierte 113 Pflanzenarten des Westens, darunter Artemisia tridentata (Wüsten-Beifuß) und Mule’s Ear, die er zu Wyeths Ehren Wyethia nannte.

### Späteres Leben
Nachdem er bei seinen beiden Expeditionen in den Nordwesten gescheitert war, kehrte Wyeth in die Eisindustrie zurück und erwarb ein beträchtliches Vermögen. Er unterstützte weiterhin nachdrücklich die Besiedelung Oregons durch US-Amerikaner und ermutigte viele, in den Westen zu gehen. Er selbst sollte den Mississippi nicht wieder überqueren.
Nathaniel Jarvis Wyeth starb am 31. August 1856 in seinem Haus in Cambridge.